# Pallavolo Scandicci
Pallavolo Scandicci ist ein italienischer Frauen-Volleyballverein aus Scandicci, der in der italienischen Serie A1 spielt.

## Geschichte
Der Verein wurde 2012 gegründet und spielt seit 2014 unter dem Sponsornamen Savino Del Bene Scandicci in der höchsten italienischen Spielklasse Serie A1. In der Championsleague-Saison 2024/25 erreichten sie erstmals das Finale, welches sie gegen Imoco Volley Conegliano verloren.